# Edgar Lehr
Edgar Lehr (* 30. Juni 1969) ist ein deutscher Herpetologe und Naturschützer. Zu seinem Forschungsschwerpunkt zählt die Biogeographie der neotropischen Herpetofauna.

## Leben
Nach seinem Zivildienst in einem Seniorenheim absolvierte Edgar Lehr von 1990 bis 1996 sein Studium zum Diplom-Biologen an der Johannes Gutenberg-Universität Mainz. Mit der Diplomarbeit Zur innerartlichen Variabilität der hinterindischen Scharnierschildkröte Cuora galbinifrons (Testudines: Emydidae) Bourret, 1939 erlangte er 1996 seinen Master-Abschluss. 2001 promovierte er zum Dr. phil. nat., „magna cum laude“ in Zoologie mit der Dissertation Die Herpetofauna entlang des 10. Breitengrades von Peru: Arterfassung, Taxonomie, ökologische Bemerkungen und biogeographische Beziehungen. Von 2005 bis 2006 arbeitete er als Forschungsassistent in der Abteilung für Herpetologie am Natural History Museum and Biodiversity Research Center an der University of Kansas. Seit 2007 ist er Kurator für Herpetologie an den Senckenberg Naturhistorischen Sammlungen Dresden. Im Jahre 2008 habilitierte er mit der Arbeit Zur Taxonomie, Morphologie und Phylogenie strabomantider Anuren in Peru an der Universität Koblenz-Landau.

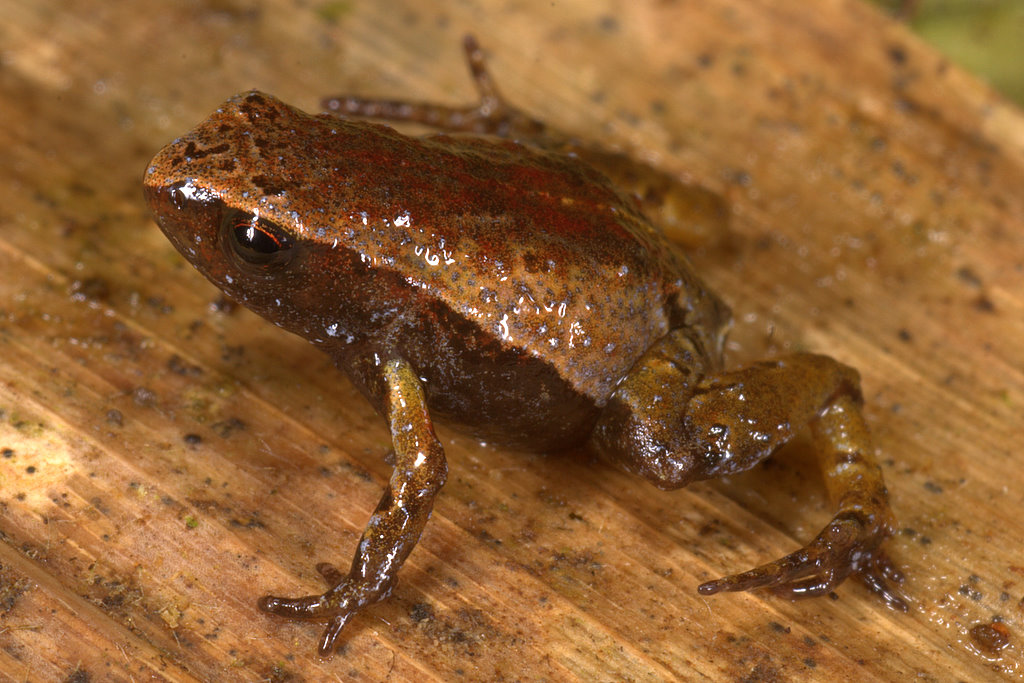
Noblella pygmaea wurde erst 2009 von Edgar Lehr entdeckt

Seit 1993 nimmt Edgar Lehr an herpetologischen Expeditionen teil, die ihn nach Vietnam, Kambodscha und Peru führten. In Peru unterstützt er Schutzprojekte für Amphibien und in Laos, Vietnam und Kambodscha setzt er sich für den Schildkrötenschutz ein. Darüber hinaus beschrieb er mehrere neue Krötenarten und Südfrösche aus Peru, darunter Bufo chavin und mehrere Taxa der Gattung Phrynopus. Zusammen mit dem schweizerisch-peruanischen Herpetologen Alessandro Catenazzi entdeckte Lehr im Jahre 2009 die peruanische Art Noblella pygmaea, die als bisher kleinstes bekanntes Taxon der Andenfrösche gilt.
2023 benannte Lehr die peruanische Schlangenart Tachymenoides harrisonfordi zu Ehren des Schauspielers Harrison Ford.

## Mitgliedschaften
Edgar Lehr ist Mitglied folgender Organisationen: American Society of Ichthyologists and Herpetologists (ASIH), Association of Zoos & Aquariums (AZA), Česká společnost pro teraristiku a herpetologii v Praze (Tschechische Gesellschaft für Terraristik und Herpetologie, Prag), IUCN/SSC Amphibian Specialist Group, IUCN/SSC Tortoise and Freshwater Turtle Specialist Group, BIOPAT, Deutsche Zoologische Gesellschaft, Deutsche Gesellschaft für Herpetologie und Terrarienkunde, der Herpetologists’ League (HL), Societas Europaea Herpetologica (SEH), Society for the Study of Amphibians and Reptiles (SSAR) sowie in der Zoologischen Gesellschaft für Arten- und Populationsschutz.

## Dedikationsnamen
2007 wurde die peruanische Froschart Eleutherodactylus lehri nach Edgar Lehr benannt.

## Werke
Neben über 60 wissenschaftlichen Artikeln, die unter anderem in den Fachjournalen Copeia und Zootaxa veröffentlicht wurden, war Edgar Lehr an den folgenden Publikationen beteiligt:
- Edgar Lehr: Amphibien und Reptilien in Peru: Die Herpetofauna entlang des 10. Breitengrades von Peru: Arterfassung, Taxonomie, ökologische Bemerkungen und biogeographische Beziehungen. Dissertation, Natur- und Tier-Verlag, Naturwissenschaft, Münster 2002
- L. R. Burke, L. S. Ford, E. Lehr, S. Mockford, P. C. H. Pritchard, J. P. O. Rosado, D. M. Senneke, B. L. Stuart: Non-Standard Sources in a Standardized World: Responsible Practice and Ethics of Acquiring Turtle Specimens for Scientific Use. Chelonian Research Monograph 4, S. 142–146, 2007
- Edgar Lehr: The Telmatobius and Batrachophrynus (Anura: Leptodactylidae) species of Peru. In: E. O. Lavilla & I. De La Riva (Hrsg.): Studies on the Andean Frogs of the Genera Telmatobius and Batrachophrynus. Asociación Herpetológica Española, Monografías de Herpetología, 7, S. 39–64, 2005
- William E. Duellmann & Edgar Lehr: Terrestrial-Breeding Frogs (Strabomantidae) in Peru. Natur- und Tier-Verlag, 2009